# Ancuabe (distrito)
Ancuabe é um distrito da província de Cabo Delgado, em Moçambique, com sede na vila de Ancuabe. Tem limite, a norte com o distrito de Meluco, a oeste com o distrito de Montepuez, a sul com o distrito de Chiúre e a este com os distritos de Metuge e Quissanga.

## Demografia
De acordo com os resultados finais do Censo de 2017, o distrito tem 159 340 habitantes numa área de 4836 km², o que resulta numa densidade populacional de 32,9 habitantes por km². A população registada no último censo representa um aumento de 48,6% em relação aos 107 238 habitantes contabilizados no Censo de 2007.
| 1997   | 2007    | 2017    |
| 87 243 | 107 238 | 159 340 |

O distrito é habitado maioritariamente pelo grupo étnico macua, cuja língua era materna de 93% da população em 2007. A religião dominante é a muçulmana.

## História
O topónimo actual deriva de Nkwapa, uma zona montanhosa local, através do nome Unkwape, posteriormente aportuguesado para Ancuabe. No período colonial, Ancuabe foi um posto administrativo do concelho de Porto Amélia (actual Pemba) até Agosto de 1971, sendo então elevado à categoria de Circunscrição. Com a independência nacional esta foi elevada a Distrito. A então localidade de Meza foi transferida do distrito de Montepuez para o de Ancuabe em 25 de Junho de 1986, no seguimento de uma reorganização administrativa.
O distrito de Ancuabe foi vítima de ataques esporádicos dos insurgentes que vêm desencadeando acções violentas na província desde 2017. No entanto, o principal efeito do conflito no distrito tem sido o acolhimento de refugiados vindo de outras regiões da província mais afectadas. Assim, em Fevereiro de 2021 registavam-se mais de 16 mil refugiados em seis centros de acolhimento.

## Divisão administrativa
O distrito está dividido em três postos administrativos, Ancuabe, Metoro e Meza, compostos pelas seguintes localidades:
- Posto Administrativo de Ancuabe:
  - Ancuabe
  - Chiote
  - Nacuale
- Posto Administrativo de Metoro:
  - Metoro
  - Salave
- Posto Administrativo de Meza:
  - Campine
  - Meza
  - Minheuene
  - Nanjua

## Economia
O distrito encontra-se bem servido em termos de acessibilidade, já que é cortado por quatro estradas importantes: a estrada Pemba-Montepuez, a qual entre Pemba e Metoro é a N1 e a oeste de Metoro é a N14; a N1 que continua de Metoro para sul e liga a Nampula; a N380 que liga a norte a Mocímboa da Praia, Mueda e Palma; e a R761 que dá acesso à vila-sede. A vila de Ancuabe situa-se a apenas 67 km de Pemba.
A actividade económica dominante no distrito é a agricultura, envolvendo a quase totalidade da população (93%). A maior parte da produção agrícola é de sequeiro para auto-sustento. As principais culturas são: mapira, a principal, mais a mandioca, milho, feijão,  amendoim e arroz. A dieta alimentar é reforçada pela criação de animais domésticos e caça da fauna bravia (gazela e javali); e pela colheita de frutos.
A agricultura comercial de algodão, castanha de caju e milho eram importantes nos períodos coloniais e pós-colonial e só agora voltam (principalmente o algodão) a assumir alguma relevância. São explorados também recursos silvícolas, sobretudos como fonte de energia para a maioria da população, embora exista um grande potencial florestal.
Existem ainda importantes reservas de grafite que foram exploradas comercialmente de 1994 a 2000. De acordo com estudos de viabilidade efectuados por companhias mineiras internacionais, as reservas elevam-se a cerca de 1 milhão de toneladas de minério, com um conteúdo de 10% de grafite. A capacidade de extracção instalada (a céu aberto) tem uma capacidade potencial de produção de 10.000 toneladas de grafite ao ano. A extracção e processamento foram paralisados por uma série de razões, particularmente dificuldades financeiras do concessionário, o baixo preço do mineral no mercado internacional e a deficiente e cara alimentação eléctrica, pois o distrito ainda não estava ligado à rede electrica nacional. Alguns destes obstáculos foram ultrapassados (o distrito passou a estar ligado à rede eléctrica nacional em 2009) e a mina voltou a operar em Junho de 2017.
Existe ainda potencial de desenvolvimento do turismo, já que a parte norte do distrito é parte do Parque Nacional das Quirimbas.